# Jadranski književni susreti
Jadranski književni susreti književno su pjesnička priredba koja se održava u Crikvenici od 2002. godine.

## Povijest
U ljeto 2001. godine neobaveznim razgovorom sa sugrađankom, poznatom književnicom Ljerkom Car Matutinović, rođenom Crikveničankom, prebirući po kulturnim i inim temama, Ksenija Car Ilić zaključila je kako je prava šteta što Crikvenica nema kvalitetnu kulturnu manifestaciju koja bi prelazila granice lokalnog i postala tradicionalnom. Između kvalitetne ideje i njene realizacije obično je kratak put ako postoje ljudi koji su u njeno oživotvorenje voljni uložiti svoje vrijeme, znanje i trud. Ksenija Car Ilić imala je želju, kreativnu partnericu također – jer Ljerka je s radošću saslušala njezinu želju, prihvatila je i odmah predložila manifestaciju koja će prelaziti lokalne okvire te zaživjeti kroz dulje vrijeme.
Tako su rođeni Jadranski književni susreti. Ljerka je uspostavila kontakt s Društvom hrvatskih književnika u Zagrebu koje je rado pristalo biti suorganizatorom Susreta te na sebe preuzeti odabir književnika za Susrete u Crikvenici. Grad Crikvenica prihvatio je ideju ove kulturne manifestacije i svih je ovih godina bio njen glavni pokrovitelj. Pokrovitelj svih dosadašnjih susreta bila je i Primorsko-goranska županija, a i Ministarstvo kulture RH prepoznalo je važnost Jadranskih književnih susreta u Crikvenici i priključilo se financijskom pomoći u razdoblju od III. do VII. Susreta.
Razmišljajući u koje vremensko razdoblje smjestiti te književne susrete odlučeno je za početak lipnja. Kako to kaže novinarka i kroničarka Đurđica Ivančić Dusper: „Jadranski književni susreti i ovo su leto otvorili letnja događanja“ .
Svake godine prvog tjedna u mjesecu lipnju Crikvenicu posjete hrvatski književnici dovodi Ljerka Car Matutinović, koja je i počasna predsjednica Susreta.
Dana 7. lipnja 2002. godine održani su I. jadranski književni susreti. Književnici su se svojim stihovima najprije predstavili učenicima u Srednjoj školi dr. Antuna Barca, a navečer građanima Crikvenice i njihovim gostima. Na kraju književnog dijela večeri, uz svečani domjenak, publika je imala prilike razgovarati sa sudionicima književne večeri.
Na susretima se dodjeljuje nagrada Crikveničko sunce.

## Kronologija Jadranskih književnih susreta

### 2002.
Prvi jadranski književni susreti održani su od 6. do 9. lipnja 2002.
Sudionici Susreta: Ljerka Car Matutinović, Boris Biletić, Daniel Načinović, Sead Begović, Božidar Petrač; glazbeni dio večeri solo gitara Džoni Švarc

### 2003.
Drugi JKS održani su od 12. do 15. lipnja 2003.
Sudionici Susreta: Ljerka Car Matutinović, Zdenka Andrijić, Branimir Bošnjak, Dubravko Jelačić Bužimski, Tomislav Kovačević, Nikola Kraljić, Daniel Načinović koji nam je podario i prekrasne glazbene trenutke

### 2004.
Treći 	Od 2. do 5. lipnja 2004.
Uvod u Susrete 2. lipnja književno-glazbena večer, gosti 
Miljenko Jergović i Vlado Kreslin, a pridružio im se iz publike Dražen 
Turina-Šajeta u atriju hotela „Kaštel“. 
Sudionici Susreta: Ljerka Car Matutinović, Dijana Rosandić, Andrija
Vučemil,  Ante Stamać, Davor Šalat, Nedjeljko Fabrio, Sead Begović, Zlatko Krilić

### 2005.
Četvrti 	Od 9. do 12. lipnja 2005.
Uvod u Susrete 9. lipnja koncert Lidije Bajuk u atriju hotela „Kaštel“. Sudionici Susreta: Lidija Bajuk, Boris Biletić, Ljerka Car Matutinović, Šimo Ešić, Maja Gjerek Lovreković, Boris B. Hrovat, Mladen Kušec, Tomislav Milohanić, Borben Vladović

### 2006.
Peti 	Od 1. do 4. lipnja 2006. 
Uvod u Susrete 1. lipnja, predstavljanje knjige „Žena od kamena“, izbor iz suvremene talijanske proze. Izabrala, prevela i priredila Ljerka Car Matutinović, gost večeri sastav „Angels“. 
Sudionici Susreta: Sead Begović, Branimir Bošnjak, Ljerka Car Matutinović, Zoran Kršul, Miroslav Slavko Mađer, Daniel Načinović, Diana Rosandić, Stjepan Šešelj

### 2007.
Šesti	Od 7. do 10. lipnja 2007.
Uvod u Susrete 7. lipnja, predstavljanje knjige „Mirakul zvan ljubav“, srednjovjekovne priče književnice Ljerke Car Matutinović; gosti večeri šansonijerka i glumica Kostadinka Velkovska i pijanist Toni Eterović (atrij hotela „International“).
Sudionici Susreta: Ljerka Car Matutinović, Lana Derkač, Dubravko Jelačić Bužimski, Kazimir Klarić, Alojz Majetić, Laura Marchig, Sanja Pilić, Višnja Stahuljak, Davor Šalat. Gost večeri ženska klapa „Kirice“ KUD-a „Dr. A. Barac“ Grižane.

### 2008.
Sedmi	Od 5. do 8. lipnja 2008.
Uvod u Susrete 5. lipnja monodrama „Na rubu pameti“ izvedbi glumca Dragana Despota (atrij hotela „International“). 
Sudionici Susreta: Tomislav Marijan Bilosnić, Jadranko Bitenc, Ljerka Car Matutinović, Stjepan Čuić, Lana Derkač, Božica Jelušić, Allessandro Iovinelli, Pajo Kanižaj, Ljubomir Stefanović, Davor Šalat. Gost večeri ženska klapa „Kirice“ KUD-a „Dr. A. Barac“ Grižane

### 2009.
Osmi	Od 12. do 14. lipnja 2009. 
Jedrenjak „Paša“ na polovici kanala između Crikvenice i otoka Krka. Sudionici Susreta: Tito Bilopavlović, Ljerka Car Matutinović, Ružica Cindori, Jakša Fiamengo, Hrvoje Kovačević, Slavica Lončarić, Sonja Manojlović. Gosti večeri ženska klapa „Sv. Jelena“ Dramalj i kantautor Neven Barac

### 2010.
Deveti 	Od 3. do 6. lipnja 2010. 
Uvod u Susrete 3. lipnja romantična komedija „Angie“, kazalište Svarog, Zagreb, glumci: Martina Čvek i Dubravko Sidor.
Sudionici Susreta: Silvija Benković Peratova, Ljerka Car Matutinović, Nedjeljko Fabrio, Miro Gavran, Daniel Načinović

### 2011.
Deseti	Od 16. do 18. lipnja 2011.
Uvod u Susrete 16. lipnja koncert kantautorice Mirjane Bobuš.
Sudionici Susreta: Ludwig Bauer, Enerika Bijač, Ljerka Car Matutinović, Lidija Dujić, Šimo Ešić, Mladen Machiedo

### 2014.
Četrnaesti susreti. 5. do 7. lipnja 2011.
Sudionici Susreta: Miroslav Slavko Mađer, Ljerka Car Matutinović, Nikica Petković, Dunja Kalilić i Franjo Deranja.

## Nagrada Crikveničko sunce
Od 2012. godine u sklopu manifestacije dodjeljuje se nagrada Crikveničko sunce. Dosadašnji dobitnici su:
- 2012.: Šimo Ešić
- 2013.: Nedjeljko Fabrio
- 2014.: Miroslav Slavko Mađer
- 2015.: Dubravko Jelačić Bužimski
- 2016.: Ljerka Car Matutinović
- 2017.: Ludwig Bauer
- 2018.: Daniel Načinović
- 2019.: Miro Gavran
- 2020.: Franjo Deranja[3]

## Vanjske poveznice
Ostali projekti
|  | Zajednički poslužitelj ima još gradiva o temi Jadranski književni susreti |

Mrežna mjesta
- Gradska knjižnica Crikvenica
- Društvo hrvatskih književnika